# Plagiostachys mucida
Plagiostachys mucida är en enhjärtbladig växtart som beskrevs av Richard Eric Holttum. Plagiostachys mucida ingår i släktet Plagiostachys och familjen Zingiberaceae. Inga underarter finns listade i Catalogue of Life.